# Pro-Fit
 (février 2017).
Pro-Fit Inc. (有限会社プロ・フィット, Yūgen-gaisha Puro Fitto) est une agence japonaise de tarento basée à Tokyo qui s'occupe principalement de seiyū. 

## Artistes actuels
L'agence est connue pour ses seiyū affiliés, ou qui ont été affiliés comme Ai Kayano. Elle travaille en lien avec des organismes de formations, comme Aoni Production ou comme sa filiale Pro-Fit Voice Actor’s School.

### Homme
- Kaito Ishikawa
- Taro Masuoka
- Kenichi Mine
- Nobuhiko Okamoto
- Ryo Sugisaki
- Shinya Takahashi

### Femme
- Nozomi Masu
- Fumi Morisawa
- Marie Miyake
- Juri Nagatsuma
- Kumiko Nakane

## Anciens artistes
- Minoru Shiraishi
- Natsumi Takamori[4]
- Ai Kayano[5],[2]

## Historique
La société a été créée le 4 novembre 2003.